# Tommy Ahlers
Tommy Ahlers (født 18. november 1975 i Haderslev) er en dansk iværksætter og politiker, der 2018-19 var uddannelses- og forskningsminister i Regeringen Lars Løkke Rasmussen III og 2019-21 medlem af Folketinget for Venstre.
Den 3. august 2021 meddelte han at han stoppede i politik for at genoptage sin iværksætterkarriere. Begrundelsen var dels, at han gerne ville arbejde aktivt som iværksætter med den grønne omstilling, og dels at han ofte oplevede, at livet på Christiansborg handlede for meget om det politiske spil og for lidt om visioner og gode ideer.

## Karriere
Tommy Ahlers er opvokset i Agerskov i den daværende Nørre-Rangstrup Kommune mellem Tønder og Aabenraa.
Inden udnævnelsen til minister den 2. maj 2018 var han bedst kendt for social networking og sit mobile backup site ZYB, lanceret i 2005 af to iværksættere fra København, Morten Lund og Ole Højriis Kristensen og solgt til Vodafone Europe BV for næsten 50 millioner dollars i maj 2008. Han er også kendt for at være en af løverne i Danmarks Radios iværksætterprogram Løvens Hule. Før ZYB, hvor han har haft stilling som CEO siden selskabets start, brugte Ahlers seks år i strategi og ledelse, dels i mobilindustrien.[kilde mangler]
Han var tidligere ansat hos McKinsey & Company i mere end fire år, hvor han fungerede som en engagement manager og arbejdede med mobiloperatører for at forme deres strategier. Udover ZYB arbejdede han også for et andet opstart-firma, der gav en global SMS-tjeneste til mobilbrugere.[kilde mangler] Ahlers har en kandidatgrad i jura fra Københavns Universitet, hvor han blev uddannet i 2000.[kilde mangler]
2. maj 2018 blev Tommy Ahlers udnævnt til uddannelses- og forskningsminister. Umiddelbart inden hans ministerudnævnelse kom det frem, at Ahlers fremover vil stille op til Folketinget for Venstre. Ved valget i 2019 blev han valg ind i Folketinget med 26.420 stemmer, og blev erhvervsordfører for Venstre frem til december, hvor han blev udnævnt til klimaordfører.
I marts 1998 var Tommy Ahlers opstillet til Folketinget for Det Konservative Folkeparti i Sønderjylland. I sine unge dage var han medlem af Konservativ Ungdom.

## Privatliv
Tommy Ahlers har to børn fra et ægteskab, der endte i 2012. Kort efter sin tiltrædelse som minister fortalte Tommy Ahlers i et interview med Euroman i juli 2018 at han er biseksuel, hvilket fik international opmærksomhed.